# Азино (Полоцкий район)
Азино (бел. А́зіна; до 1975 года — Белое) — деревня в Полоцком районе Витебской области Беларуси. Входит в состав и является административным центром Азинского сельсовета.

## Географическое положение
Расположена в 18 км в на северо-западе от города Полоцк, в 115 км от Витебска, в 5 км от железнодорожной станции Боровуха.
Через деревню проходит автомобильная трасса Р46.

### Гидрография
Около озера Белое.

## Климат
Климат умеренный, с теплым летом и мягкой зимой. Летом ветры с северо-запада, зимой с юга и юго-запада, также зимой часты бывают циклоны и сухая погода.

## Этимология
Деревня названа в честь участника гражданской войны Владимира Мартиновича Азина.

## История
В Полоцкой ревизии 1552 года упоминается как деревня Белое. В XIX в местечке Белое существовал каменный костел, Свято-Вознесенская церковь и корчма. В 1837 году село в составе Замшанской волости Полоцкого уезда. Работало волостное правление и церковный приход. Проводились две ярмарки на Вознесение и 26 сентября.
С 21 августа 1925 года деревня Белое — центр сельсовета Полоцкого района Полоцкого округа. Действовала трудовая школа и Народный дом. 13 апреля 1927 года организован колхоз «Авангард». В 1940 году деревня состояла из 45 дворов. В годы Великой Отечественной войны было уничтожено 30 дворов. С 1944 года центр колхоза, который с 5 марта 1959 года в составе совхоза «Белое».
14 июля 1975 года деревня переименована в Азино.

## Население
- 1886 год — 120 жителей
- 1923 год — 143 жителя
- 1940 год — 45 дворов, 208 жителей
- 1946 год — 72 двора, 261 житель
- 1968 год — 186 дворов, 559 жителей
- 1979 год — 339 дворов, 619 жителей
- 1994 год — 347 дворов, 743 жителя
- 1999 год — 732 жителя (перепись населения)
- 2009 год — 559 жителей[5] (перепись населения)

## Культура
- Дом культуры
- Музей В. М. Азина

## Достопримечательности
- Братская могила советских воинов и партизан —  Историко-культурная ценность Республики Беларусь, шифр 213Д000640.
- Храм Вознесения Господня

## Галерея

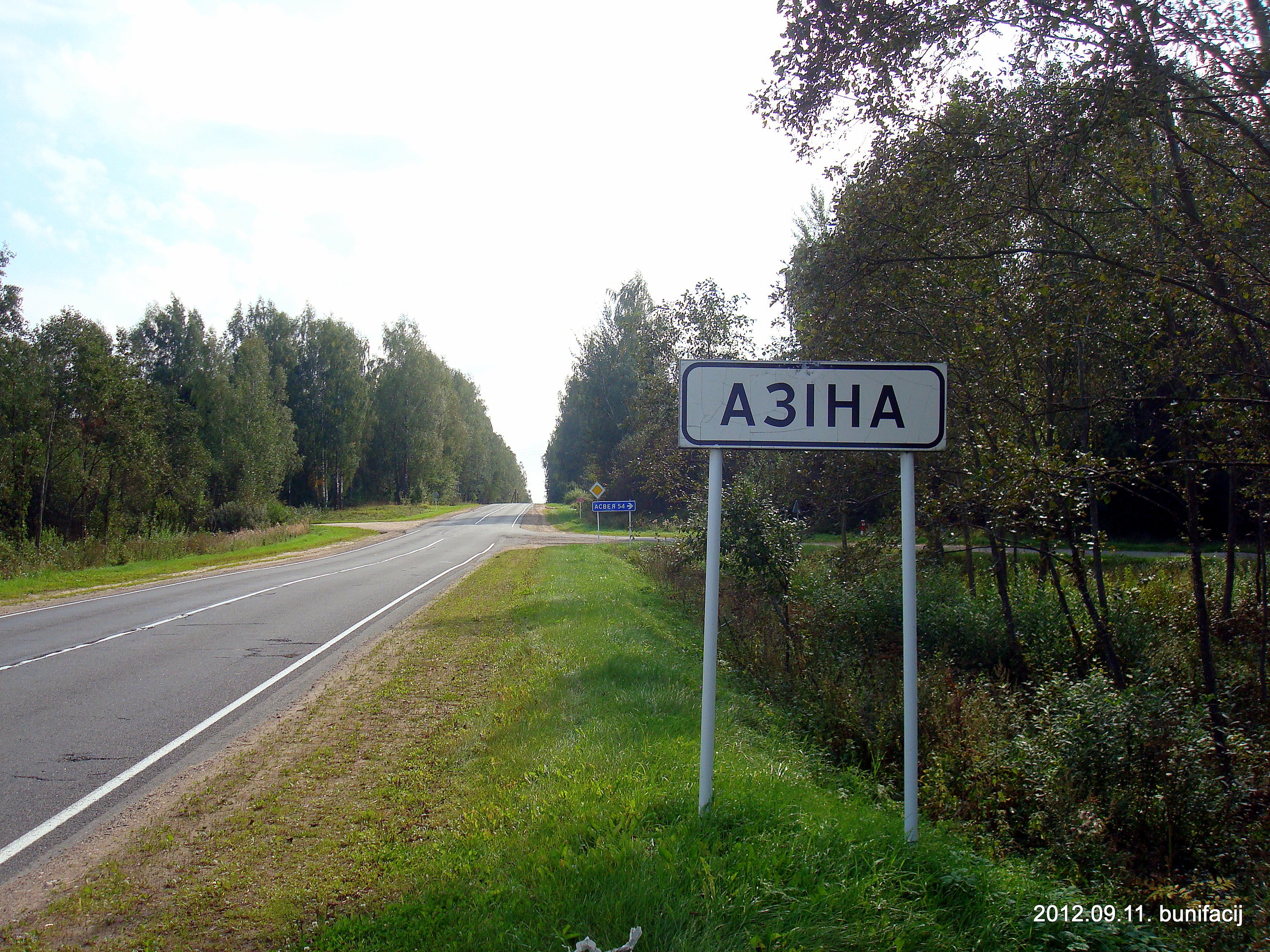
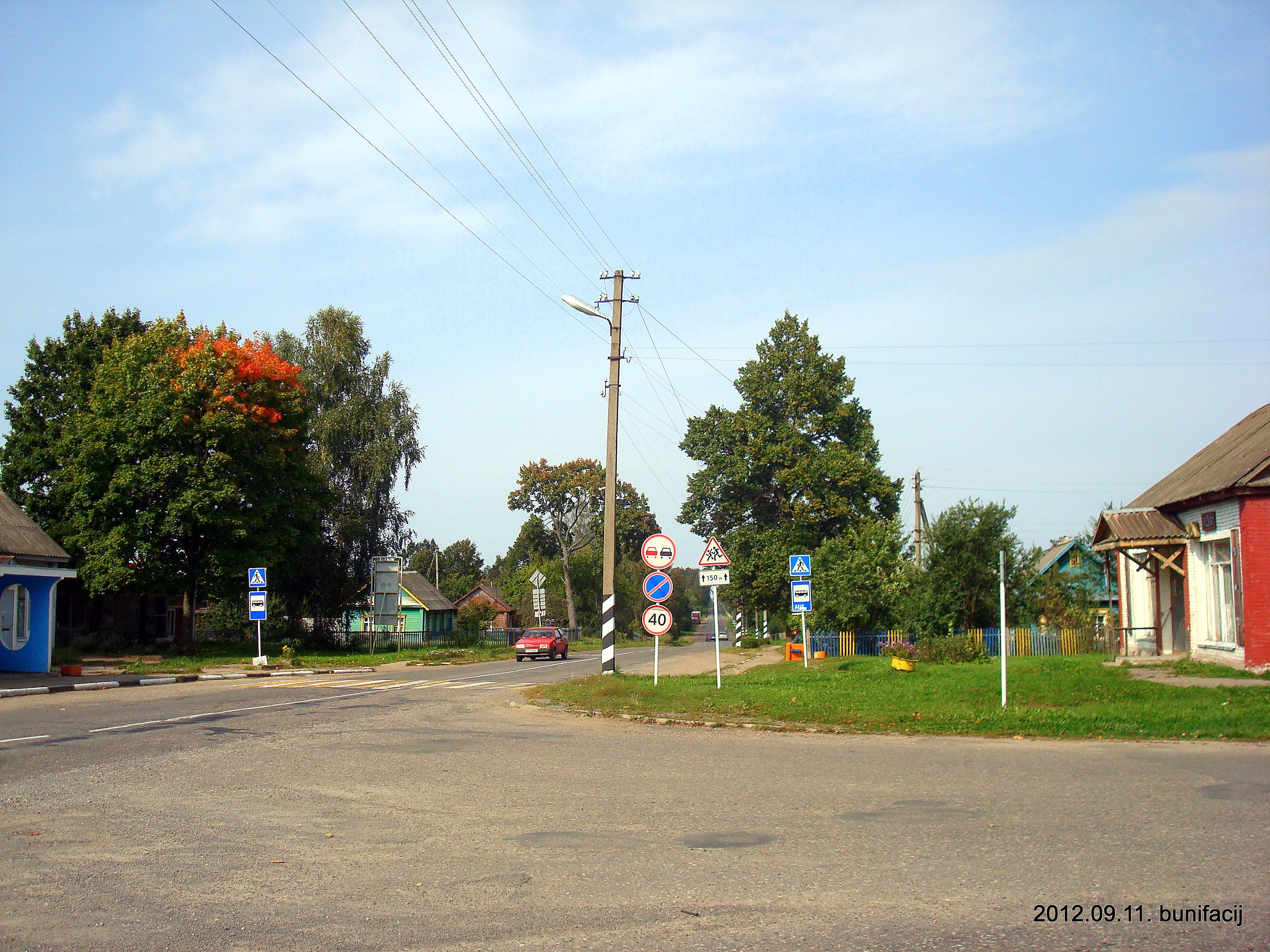
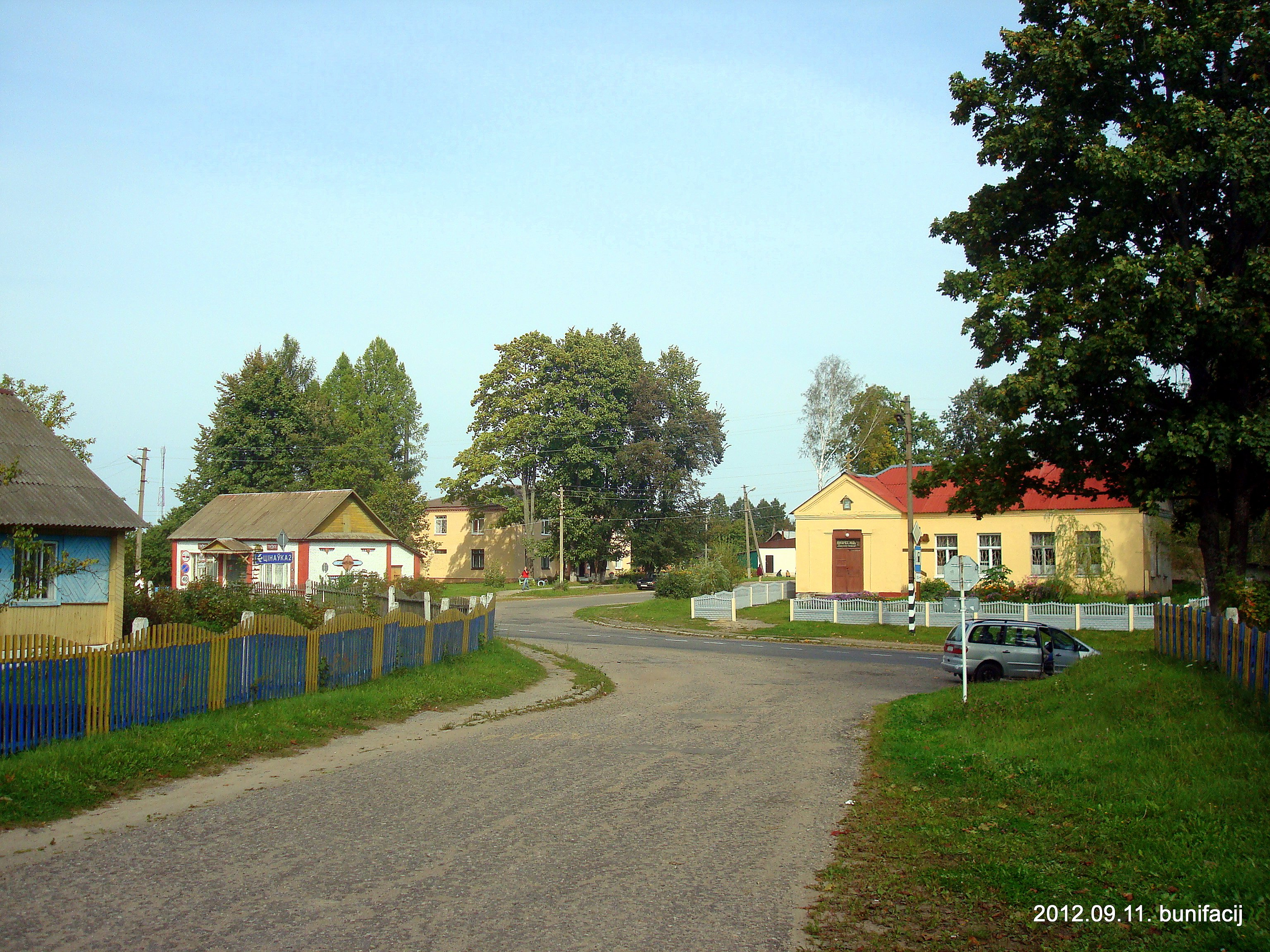
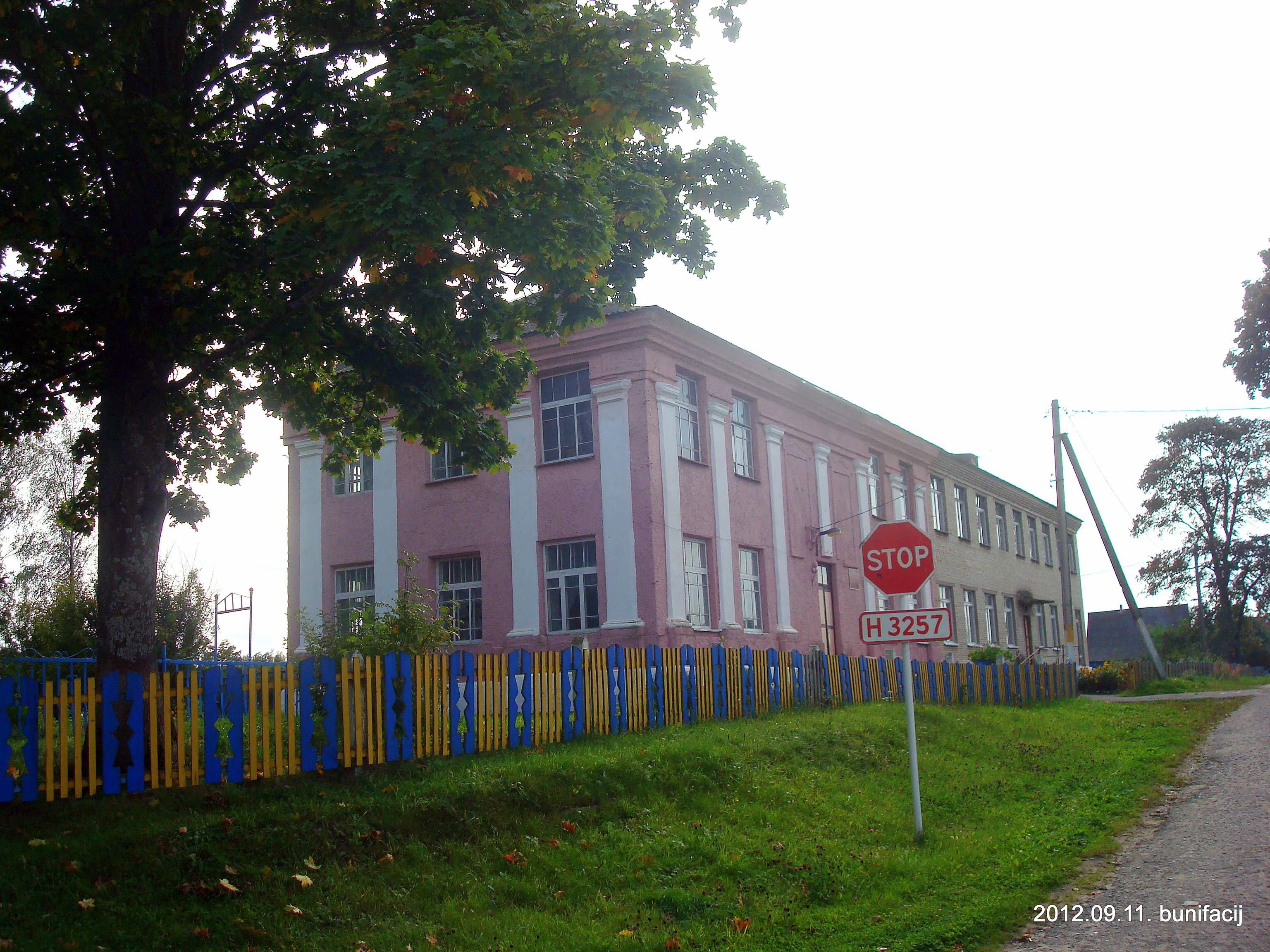
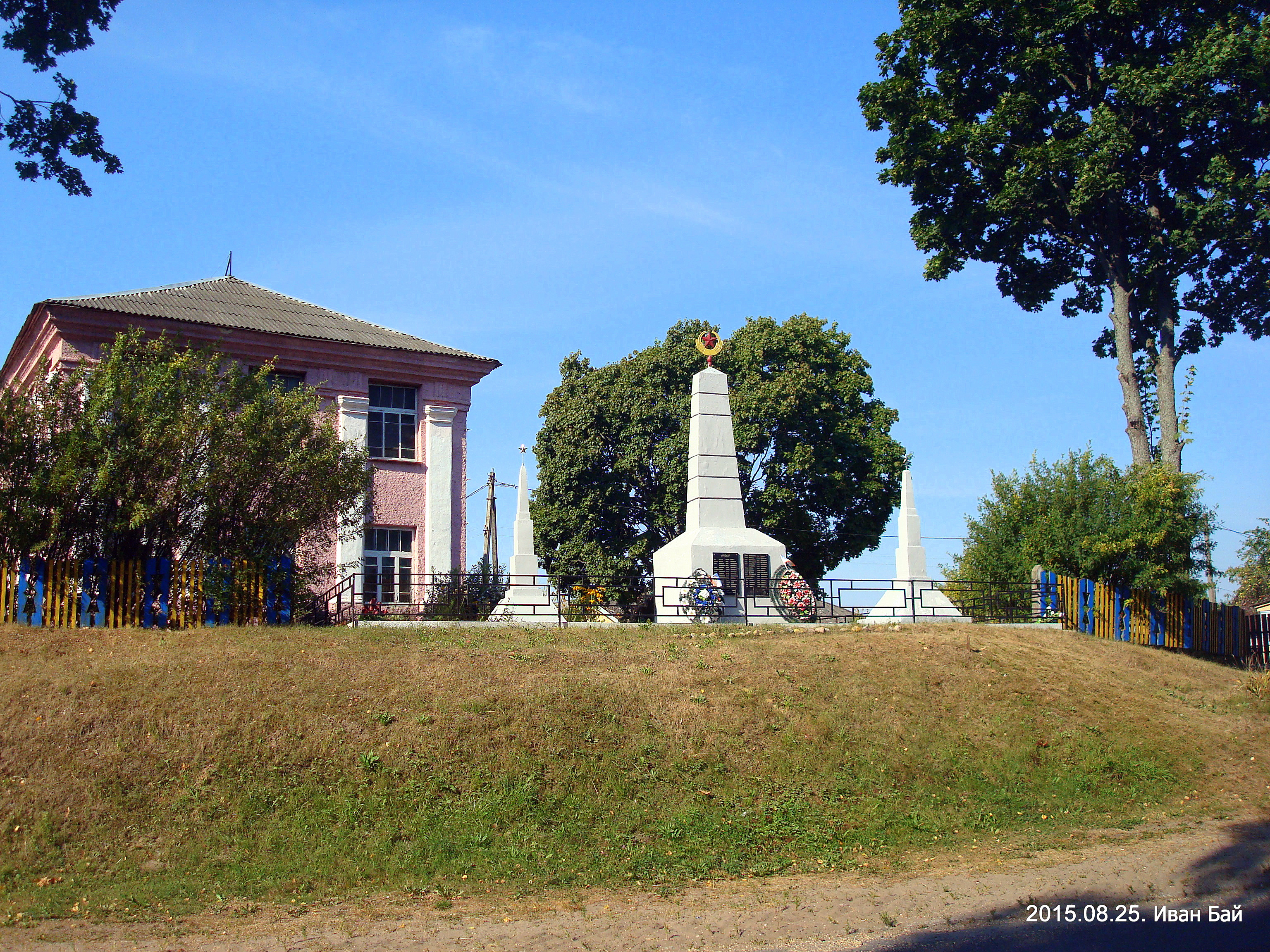
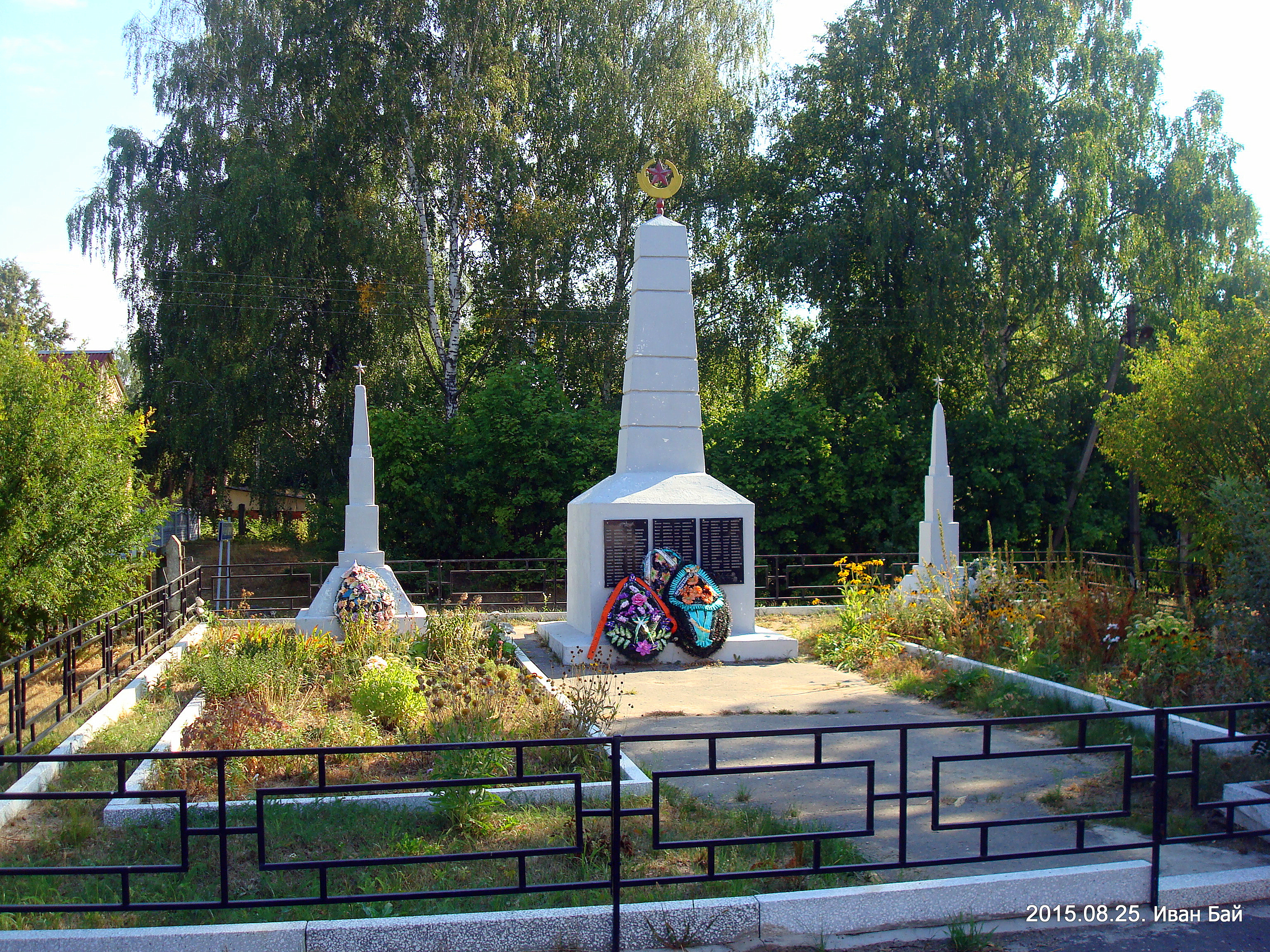

## Известные личности
- Владимир Трофимович Воднев (1937—1997) — белорусский математик.
- Владимир Мартинович Азин — военный деятель.